# Anton von Banhans
Anton svobodný pán von Banhans (8. listopadu 1825 Měcholupy – 26. května 1902 Vídeň), byl rakousko-uherský, respektive předlitavský politik, v roce 1870 ministr zemědělství Předlitavska a v letech 1871–1875 ministr obchodu Předlitavska.

## Biografie

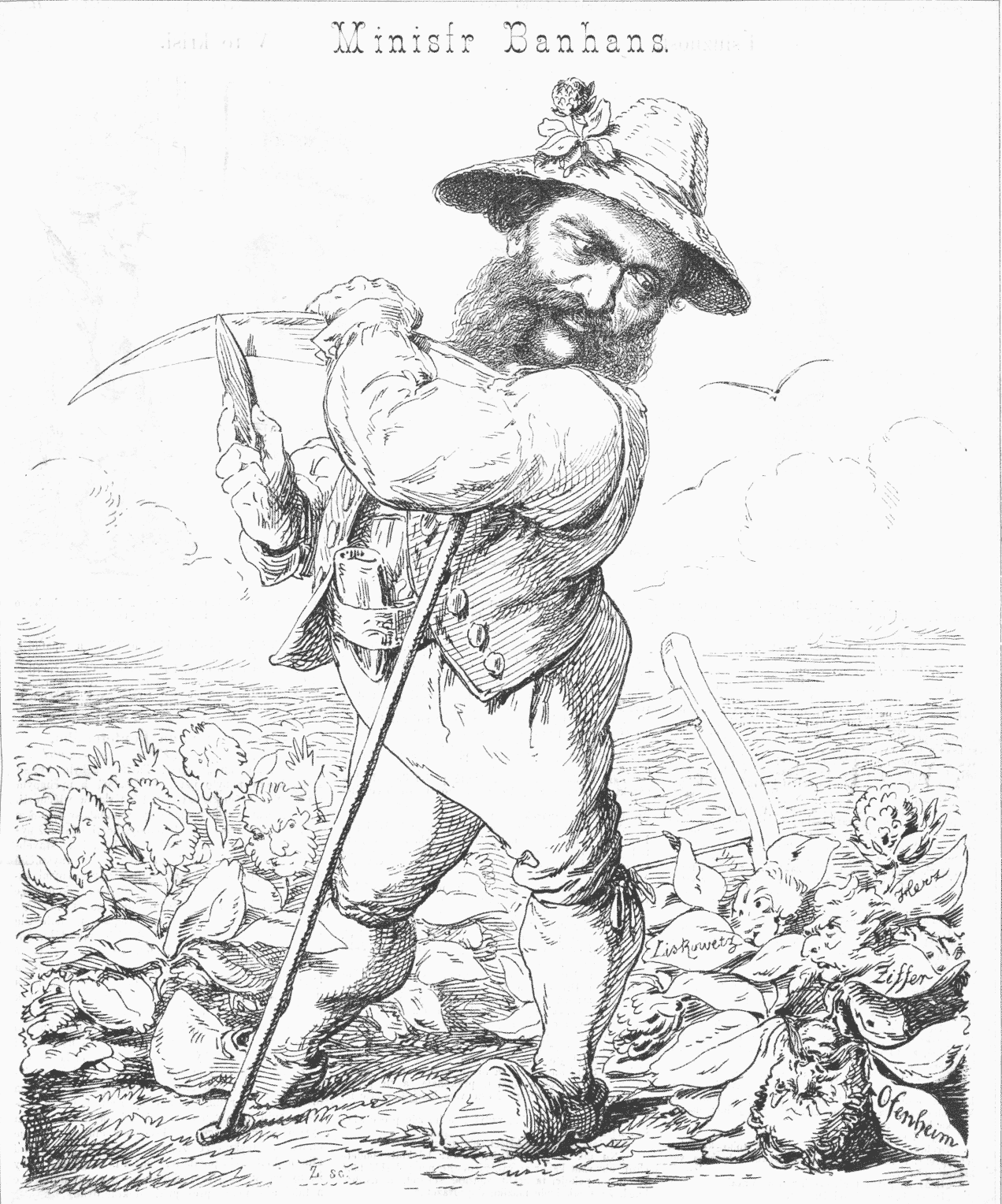
Karikatura ministra Banhanse, kosícího privilegia šlechty, Humoristické listy r. 1874

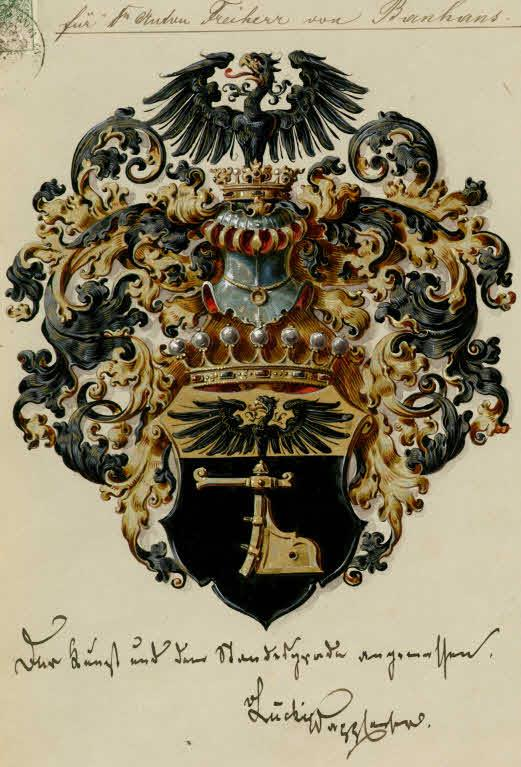
Erb udělený u příležitosti povýšení Antona Banhanse do stavu svobodného pána v roce 1886

Narodil se v Měcholupech do rodiny vesnického učitele Karla Banhanse.
Po studiu práv v Praze nastoupil do státních služeb, od roku 1859 byl pak ředitelem správy velkostatku hraběte Waldsteina. V roce 1863 byl zvolen na Český zemský sněm a zasedal také jako poslanec Říšské rady. Od roku 1867 byl sekčním šéfem ministerstva vnitra.
Na Říšskou radu byl zvolen Českým zemským sněmem (celostátní zákonodárný sbor tehdy ještě nebyl volen přímo, ale tvořen delegáty jednotlivých zemských sněmů) roku 1867 za kurii měst a průmyslových míst v Čechách. Mandát zde skrz Český zemský sněm získal i roku 1870 (10. listopadu 1870 složil slib), v roce 1871 (kurie měst a průmyslových míst v Čechách) a poslancem se stal i v prvních přímých volbách do Říšské rady roku 1873, kdy získal mandát poslance za městskou kurii v Čechách, obvod Žatec, Postoloprty atd. Za tentýž obvod obhájil poslanecké křeslo ve volbách do Říšské rady roku 1879 a volbách do Říšské rady roku 1885. Rezignace na mandát byla oznámena na schůzi 28. ledna 1886. Na Říšské radě se v říjnu 1879 uvádí jako člen staroněmeckého Klubu liberálů ( Club der Liberalen).
1. února 1870 se objevil jako člen krátce existující vlády Leopolda Hasnera na pozici ministra zemědělství Předlitavska. Portfolio si udržel do 12. dubna 1870
.
Podruhé se členem kabinetu stal 26. listopadu 1871 za vlády Adolfa von Auersperga, nyní na pozici ministra obchodu Předlitavska. Post si udržel do 19. května 1875. Jako ministr se zasadil o všeobecné přijetí metrického systému a regulaci železničního podnikání.
Po odchodu z vlády se dále veřejně angažoval. Poslancem Českého zemského sněmu byl do roku 1886, kdy rezignoval. Od roku 1890 působil jako prezident Společnosti pro dunajskou paroplavbu.
Od roku 1856 byl ženatý se šlechtičnou Gabrielou Beer von Baier (1830–1907). Z manželství vzešli synové Ernst (1860–1926) a Karl (1861–1942), který byl později rovněž ministrem předlitavské vlády.
Zemřel 26. května 1902 ve Vídni ve věku šestasedmdesáti let. Je pohřben na Hietzingském hřbitově (skupina 17, řada 7, č. 30).